# Belgou
Belgou est une localité située dans le département de Falagountou de la province du Séno dans la région Sahel au Burkina Faso.

## Géographie
Belgou est un village situé dans la commune de Falagountou
Belgou est un village peuhl noir et de tamachek qui sont très solidaire, qui soutient toujours son chef lieu qui est Falagountou.